# Laguna Huanama
El Caserío de Laguna Huanama se localiza en el centro poblado de Colaya (distrito de Motupe - provincia de Lambayeque, Perú) a 850 m s. n. m.

## Límites
- Norte: Caserío "La Cría"
- Este: Caserío "El Naranjo"
- Oeste: Caserío "Luspirca"
- Sur: con el río Carrizal

## Clima
Su clima es templado con una variación de acuerdo a las estaciones del año es decir que en los meses de verano las lluvias son constantes dificultando el acceso al caserío, en otoño el clima es cálido, en el invierno viene acompañado de neblina densa y espesa también de ventarrones que arrasa con lo que encuentra a su paso, la primavera es cálida lo que permite la cosecha de sus productos.

## Geografía
Es accidentada pues presenta diversidad de cerros y quebradas dándole un panorama atractivo sobre todo en los tiempos de lluvia ya que la vegetación rodea estos cerros.

## Recursos Naturales

### Fauna
Presencia de animales como gato montés, puma, venado, culebras, serpientes: coral,  colambos, macanchis. 

### Flora
Crecen árboles como faique, frejolillo, eucalipto entre otros, así como plantas medicinales como hoja de grillo, hierbaluisa, etc.

## Economía
Los pobladores de este lugar se dedican a la siembra de maíz, naranjas, cañas, paltas , abas, arvejas entre otros, también se dedican a la crianza de animales como vacas, carneros, gallinas, cuyes y otros.

## Acceso
Para llegar al caserío de Laguna Huanama , primero hay que viajar a Motupe, embarcándose en las combis o colectivos que están ubicados en la intersección de las avenidas  Leguía y Belaúnde de la ciudad de Chiclayo,  llegando a Motupe, arriban las camionetas o combis que van al centro poblado de Colaya, llegando a ese lugar se caminan 3 h para poder llegar a Laguna Huanama.
- Datos: Q5969070